# Droxford

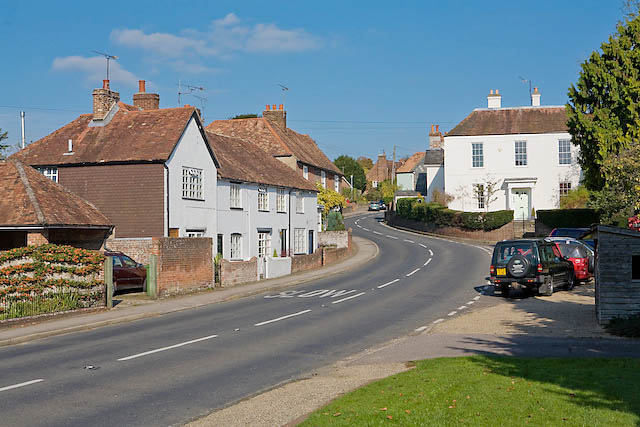
Hoofdstraat van Droxford

Droxford is een civil parish in het Engelse graafschap Hampshire, gelegen in het dal van de Meon.

## Geschiedenis
Droxford werd in het jaar 826 voor het eerst in een historische bron genoemd toen het landgoed Drocenesforda (Droxford) werd toegekend aan de abt en monniken van het klooster Sint Swithin uit Winchester, door Koning Egbert van Wessex. Ten tijde van de volkstelling van Domesday was het landgoed overgegaan op de bisschop van Winchester, teneinde de monniken nader te ondersteunen. Deze situatie hield stand tot de leen in 1551 aan de kroon verviel en aan de graaf van Wiltshire werd toegekend.
In 1558 kreeg het bisdom Winchester het landgoed weer in handen, een situatie die voortduurde tot de Engelse Burgeroorlog. Toen het Engelse parlement het bewind voerde kwam het landgoed in particuliere bezit maar met de Restauratie van de monarchie onder Karel II werd het opnieuw onderdeel van de bisschoppelijke bezittingen.
Deze situatie duurde voort tot 1869, toen het landgoed in het kader van de Wet Aftreding Bisschoppen (Bishops' Resignation Act) definitief van het bisdom werd losgemaakt.

## Voorzieningen
De dorpskerk is gewijd aan Maria en Allerheiligen en stamt deels uit de 12e eeuw.
Droxford Junior School is gevestigd in het dorp. Het is een school in landelijk gebied die de afgelopen tien jaar een sterke groei heeft doorgemaakt. De leerlingen variëren in leeftijd tussen zeven en elf jaar.